# Acta Poloniae Historica
Acta Poloniae Historica – czasopismo naukowe poświęcone tematyce historycznej, wydawane od 1958 roku w Warszawie przez Instytut Historii im. Tadeusza Manteuffla PAN. Czasopismo prezentuje badania i dorobek polskich historyków w szerokim przekroju od średniowiecza po historię współczesną oraz odbicie w polskiej historiografii najważniejszych nurtów historiografii światowej. Rejestruje także studia historyków obcych, zajmujących się Polską i regionem Europy Środkowo-Wschodniej. Jest wydawane w języku angielskim (wcześniej także w języku francuskim i niemieckim).
Każdy zeszyt posiada określoną strukturę: artykuły (studies), recenzje (reviews), noty (short notes) z nowości wydawniczych ułożone chronologicznie od średniowiecza po czasy najnowsze, sprawozdania z godnego zarejestrowania wydarzenia naukowego (chronicle), archiwum (archive) zawierający (w każdym zeszycie jeden) opublikowany przed kilkudziesięciu laty artykuł wybitnego polskiego historyka, który odegrał ważną rolę w rozwoju badań historycznych i nie był dotąd dostępny w języku angielskim.
Pierwszym redaktorem naczelnym pisma był Marian Małowist, który sprawował tę funkcję do 1973 roku (do numeru 27/1973). Kolejnymi redaktorami naczelnymi byli: Tadeusz Łepkowski (nr 28/1973-31/1975), Jan Baszkiewicz (nr 32/1975-38/1978), Maria Bogucka (nr 39/1979-99/2009), Halina Manikowska (nr 100/2009-110/2014), Maciej Górny (nr 111/2015-119/2019). Od numeru 120/2019 funkcję tę sprawuje Joanna Nalewajko-Kulikov.
Czasopismo znajduje się na Master Journal List (bez IF) oraz na liście ERIH PLUS. 
Aktualnie APH wydawane jest w otwartym dostępie na licencji CC BY-ND.